# Onevenhoevigen
De onevenhoevigen (Perissodactyla) vormen een orde hoefdieren uit de klasse der zoogdieren (Mammalia). Het zijn middelgrote tot grote planteneters. Ze danken hun naam aan het oneven aantal tenen per poot/been. De middelste teen heeft zich tot hoef ontwikkeld. De tenen aan de zijkant zijn rudimentair aanwezig.
Tot de onevenhoevigen behoren onder andere paarden, ezels, zebra's, tapirs en neushoorns. Er zijn nog zo'n zestien soorten in zes geslachten en drie families. Tegenwoordig leven er nog wilde onevenhoevigen in de wouden en grasvlakten van Afrika, Centraal- & Zuid-Azië en Midden- & Zuid-Amerika. De wilde soorten verschillen in grootte van de Afrikaanse ezel, die 200 centimeter lang en 275 kilogram zwaar wordt, tot de witte neushoorn, die 400 centimeter lang en 2,3 ton zwaar wordt.
Vroeger leefden er veel meer soorten, in de meest afwijkende vormen. Een opvallende groep waren de chalicotheren, die in plaats van hoeven klauwen hadden; zij leken waarschijnlijk het meest op beren met paardenkoppen. Deze dieren ontstonden in het Eoceen en kwamen tot 2 miljoen jaar geleden voor. De brontotheriën leken op neushoorns, met vreemde hoornvormige structuren op de snuit, die anders dan een hoorn niet uit keratine, maar uit been bestaan. Deze dieren leefden 50 tot 35 miljoen jaar geleden. Een bekende soort is het Brontotherium. Het grootste landzoogdier ooit, de Indricotherium (ook wel Baluchitherium genoemd), was een onevenhoevige. Het dier woog zeker 12 ton.
De eerste onevenhoevigen leefden 58 miljoen jaar geleden in het Paleoceen. Tot de oudste onevenhoevigen behoorden onder meer Hyracotherium, de Anthracobunidae en de Cambaytheriidae. Tijdens het vroege Eoceen waren ze de dominante groep grote planteneters. Rond deze tijd ontstonden ook de eerste paardachtigen en tapirs in Noord-Amerika. De neushoorns ontstonden later in Azië uit tapirachtige voorouders. De onevenhoevigen bleven domineren tot het Mioceen.
In tegenstelling tot evenhoevigen kunnen onevenhoevigen geen mond-en-klauwzeer krijgen.

## Taxonomie

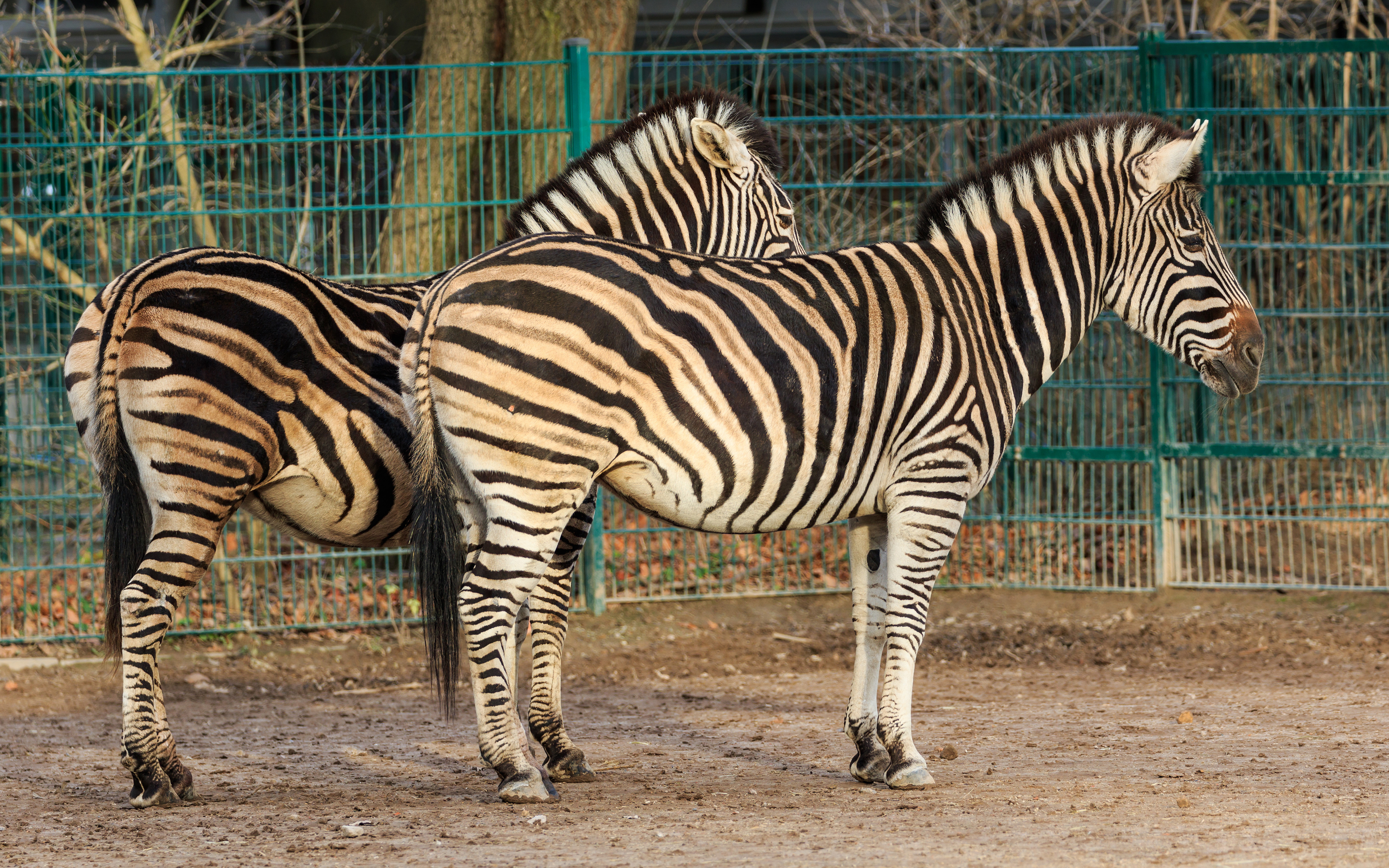
Steppenzebra (Equus quagga)

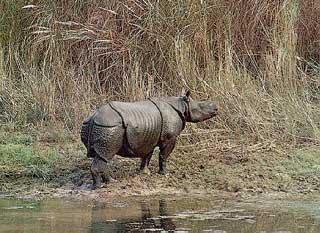
Indische neushoorn (Rhinocerus unicornis)

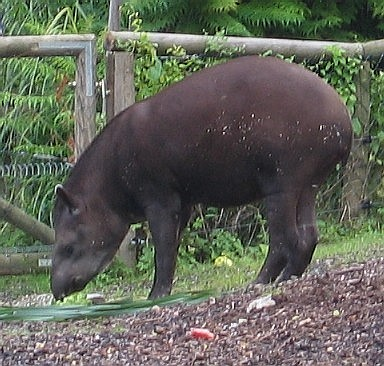
Laaglandtapir (Tapirus terrestris)

- Orde: Perissodactyla (Onevenhoevigen) (16 soorten)
  - Onderorde: Brontotheroidea †
    - Familie: Anchilophidae †
    - Familie: Brontotheriidae (Brontotheriën) †
    -  Familie: Lambdotheriidae †

  - Onderorde: Ceratomorpha of Tapiromorpha (9 soorten)
    - Familie: Amynodontidae †
    - Familie: Chalicotheriidae (Chalicotheriën) †
    - Familie: Deperetellidae †
    - Familie: Eomoropidae †
    - Familie: Helaletidae †
    - Familie: Heptodontidae †
    - Familie: Hyracodontidae †
    - Familie: Isectolophidae †
    - Familie: Lophialetidae †
    - Familie: Lophiodontidae †
    - Familie: Rhinocerotidae (Neushoorns) (5 soorten)
      - Geslacht: Ceratotherium (1 soort)
        -  Soort: Ceratotherium simum (Witte neushoorn)

      - Geslacht: Dicerorhinus (1 soort)
        -  Soort: Dicerorhinus sumatrensis (Sumatraanse neushoorn)

      - Geslacht: Diceros (1 soort)
        -  Soort: Diceros bicornis (Zwarte neushoorn)

      -  Geslacht: Rhinoceros (2 soorten) 
        - Soort: Rhinoceros sondaicus (Javaanse neushoorn)
        -  Soort: Rhinoceros unicornis (Indische neushoorn)

    -  Familie: Tapiridae (Tapirs) (4 soorten)
      -  Geslacht: Tapirus (4 soorten)
        - Soort: Tapirus bairdi (Midden-Amerikaanse tapir)
        - Soort: Tapirus indicus (Indische tapir)
        - Soort: Tapirus pinchaque (Bergtapir)
        -  Soort: Tapirus terrestris (Laaglandtapir)

  -  Onderorde: Hippomorpha (7 soorten)
    - Familie: Equidae (Paardachtigen) (7 soorten)
      -  Geslacht: Equus (7 soorten)
        - Soort: Equus asinus (Ezel)
        - Soort: Equus quagga (voorheen Equus burchelli) (Steppezebra)[1]
          - Ondersoort: Equus quagga quagga (Quagga) †

        - Soort: Equus caballus (Paard)
        - Soort: Equus grevyi (Grévyzebra)
        - Soort: Equus hemionus (Halfezel)
        - Soort: Equus kiang (Kiang)
        -  Soort: Equus zebra (Bergzebra)

    - Familie: Pachynolophidae †
    -  Familie: Palaeotheriidae †